# Famous
«Famous» (en español: «Famosos») es una canción del grupo pop estadounidense Big Time Rush. Se presentó en su totalidad por primera vez inmediatamente después del debut del episodio “Big Time Fever” el 26 de junio de 2010, luego puesto en libertad tres días más tarde el 29 de junio de 2010 como su cuarto sencillo. Durante la semana del 17 de julio de 2010, “Famous” de Big Time Rush debutó en el 19º lugar en el Billboard Bubbling Under Hot 100 Singles. Originalmente fue el cuarto sencillo de su álbum debut BTR, pero nunca hizo la lista final. 
A pesar de la canción fue liberada en el año 2010 la canción ya había sido lanzada el año 2009 junto con la canción This Is Our Someday para el episodio piloto de la serie; la canción contaba con la participación Curt Hansen, James, Carlos y Logan debido a que Kendall aún no formaba parte de la banda en ese entonces. Después de eso la canción ya fue grabada por los miembros originales de la banda. Una banda de chicas suecas llamada PLAY lanzó un video musical el 10 de febrero de 2010 mucho antes que BTR lo cual hizo pensar a mucha gente de que Big Time Rush había copiado esta canción, pero en realidad fue al contrario. Debido a que la canción le pertenecía a la cadena de Nickelodeon y esta fue usada para el programa de Big Time Rush.

## Video musical
El video musical fue lanzado el 25 de junio de 2010 y se registró tanto en un estudio y un concierto en Times Square el 10 de junio de 2010.

## Posicionamiento
| Listas (2010)                       | Posiciones |
| ----------------------------------- | ---------- |
| US Billboard Bubbling Under Hot 100 | 9          |
| US Top Heatseekers (Billboard)      | 18         |

- Datos: Q5855859